# Kaple Panny Marie (Nové Město)
Kaple Panny Marie na Novém Městě (též kaple Matky Boží) je kaple u Jáchymova. Stojí v Novém Městě u silnice z Jáchymova na Mariánskou. Pochází ze druhé poloviny osmnáctého století. Po roce 1945 chátrala a její vybavení bylo rozkradeno nebo zničeno. Opravena byla koncem dvacátého století.
Pozdně barokní kaple má obdélný půdorys a sedlovou střechu krytou eternitem. Půlkruhově ukončený vstup uzavírají dvoukřídlé dřevěné dveře. Trojúhelníkový štít je oddělen jednoduchou římsou. Interiér je zaklenutý valenou klenbou.
Uvnitř se nachází kopie obrazu pasovské Madony Pomocné. Předlohou tohoto obrazu byl oltářní obraz z Innsbrucku od Lucase Cranacha, jenž jej namaloval na objednávku markraběte Fridricha III. roku 1514 ve Wittenbergu.[zdroj⁠?!]